# Adapiformes
De Adapiformes zijn een infraorde van uitgestorven halfapen uit de orde primaten (Primates). Deze infraorde bestaat uit de vier families: Adapidae, Ekgmowechashalidae , Notharctidae en Sivaladapidae.

## Taxonomie
- Infraorde: Adapiformes †
  - Familie: Adapidae †
  - Familie: Ekgmowechashalidae †
  - Familie: Notharctidae †
  -  Familie: Sivaladapidae †